# Frauen-Rugby-Union-Weltmeisterschaft 2017

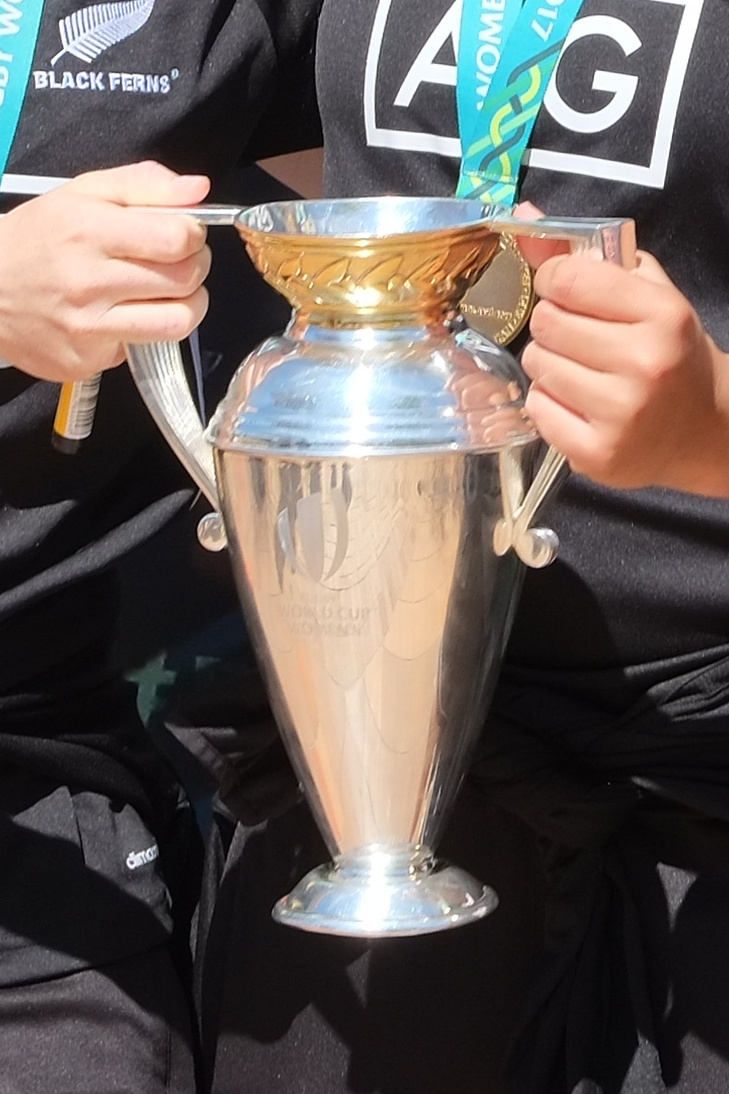
Die Trophäe der Weltmeisterschaft 2017

Die Frauen-Rugby-Union-Weltmeisterschaft 2017 (englisch 2017 Women’s Rugby World Cup) fand vom 9. bis zum 26. August 2017 in Belfast und Dublin, Irland, statt. Es war die achte Weltmeisterschaft im vierjährlichen Turnierzyklus und die sechste, die vom Weltverband World Rugby organisiert wurde. Abweichend vom gewöhnlichen Vierjahreszeitraum wurde sie drei Jahre nach der vorhergehenden Weltmeisterschaft ausgetragen, da der Weltverband eine Überschneidung mit anderen Turnieren vermeiden wollte. Danach kehrte das Turnier zum Vierjahresrythmus zurück.
Das Turnierformat von 2006, 2010 und 2014 blieb unverändert und zwölf Rugby-Union-Nationalmannschaften nahmen an der Frauen-Rugby-Union-Weltmeisterschaft 2017 teil: Australien, England, Frankreich, Hongkong, Irland, Italien, Japan, Kanada, Neuseeland, Spanien, die Vereinigten Staaten und Wales. Während der Rugby-Union-Weltmeisterschaft 2017 wurden 30 Spiele absolviert. Die Mannschaften wurden in drei Gruppen zu je vier Teams eingeteilt, wobei jedes einmal gegen die anderen der Gruppe antrat.
Weltmeisterinnen wurde die neuseeländische Mannschaft (Black Ferns), die im Finale im Kingspan Stadium die englische Mannschaft (Red Roses) mit 41:32 schlugen und damit ihren fünften Weltmeistertitel gewannen. Frankreich wurde Dritter und die Vereinigten Staaten Vierter.

## Vergabe
Am 2. März 2015 gab die Irish Rugby Football Union ihre Bewerbung für die Frauen-Rugby-Union-Weltmeisterschaft 2017 bekannt. Der irische Verband war der einzige Interessent an der Ausrichtung des Turniers. Am 13. Mai 2015 wurde Irland offiziell zum Ausrichter ernannt mit den Austragungsorten Belfast und Dublin.

## Qualifikation
Die sieben besten Mannschaften der vorhergehenden Weltmeisterschaft 2014 qualifizierten sich automatisch für das Turnier 2017. Diese waren Australien, England, Frankreich, Irland, Kanada, Neuseeland und die Vereinigten Staaten. Italien und Wales qualifizierten sich als die nächstbesten Mannschaften der Six Nations 2015 und 2016. Die verbliebenen drei Plätze sicherten sich zum Jahresende 2016 Japan, Hongkong und Spanien.

Teilnehmende Länder der Frauen-Rugby-Union-Weltmeisterschaft 2017:
Gastgeber
Qualifiziert als Top-Sieben 2014
Qualifikation
In der Qualifikation gescheitert
Keine Teilnahme

| Land               | Qualifikationsgrundlage | WM-Teilnahme | Letztmalige WM-Teilnahme | Bestes Ergebnis                        | Gruppe |
| ------------------ | ----------------------- | ------------ | ------------------------ | -------------------------------------- | ------ |
| Irland             | Gastgeber               | Siebente     | 2014                     | Vierter (2014)                         | C      |
| Australien         | Automatisch             | Sechste      | 2014                     | Dritter (2010)                         | C      |
| England            | Automatisch             | Achte        | 2014                     | Weltmeister (1994, 2014)               | B      |
| Frankreich         | Automatisch             | Achte        | 2014                     | Dritter (1991, 1994, 2002, 2006, 2014) | C      |
| Kanada             | Automatisch             | Achte        | 2014                     | Zweiter (2014)                         | A      |
| Neuseeland         | Automatisch             | Siebente     | 2014                     | Weltmeister (1998, 2002, 2006, 2010)   | A      |
| Vereinigte Staaten | Automatisch             | Achte        | 2014                     | Weltmeister (1991)                     | B      |
| Hongkong           | Qualifikation           | Erste        | –                        | Debüt                                  | A      |
| Italien            | Qualifikation           | Vierte       | 2002                     | Achter (1991)                          | B      |
| Japan              | Qualifikation           | Vierte       | 2002                     | Achter (1994)                          | C      |
| Spanien            | Qualifikation           | Sechste      | 2014                     | Sechster (1991)                        | C      |
| Wales              | Qualifikation           | Siebente     | 2014                     | Vierter (1994)                         | A      |

## Austragungsorte
Die Vorrunde wurde im UCD Bowl und Billings Park UCD in Dublin ausgetragen, während die Finalrunde in der Queen’s University und dem Kingspan Stadium in Belfast stattfand.
| Upper Malone |

| Kingspan Stadium |

| Billings Park UCD |

| UCD Bowl |

| Upper Malone |

| Kingspan Stadium |

| Billings Park UCD |

| UCD Bowl |

## Format
Die Frauen-Rugby-Union-Weltmeisterschaft 2017 wurde über 18 Tage zwischen zwölf verschiedenen Mannschaften über 30 Spiele ausgetragen. Sie begann am 9. August 2017 im Dubliner UCD Bowl mit dem Eröffnungsspiel zwischen England und Spanien. Das Turnier endete am 26. August im Belfaster Kingspan Stadium mit dem Finale zwischen England und Neuseeland, wobei die Black Ferns die Trophäe gewannen.

### Spielplan
Die nachfolgende Tabelle zeigt das tägliche Programm der Frauen-Rugby-Union-Weltmeisterschaft 2017. Dabei steht ein violettes Kästchen für Vorrundenspiele, ein zyanblaues Kästchen für Platzierungsspiele, ein grünes Kästchen für die 	Finalrunde, ein blaues Kästchen für das Spiel um Platz 3 und ein gelbes Kästchen für das Finale.
| Gruppenphase August       | Mi. 9.  | Do. 10. | Fr. 11. | Sa. 12. | So. 13. | Mo. 14. | Di. 15. | Mi. 16. | Do. 17. |         |
| ------------------------- | ------- | ------- | ------- | ------- | ------- | ------- | ------- | ------- | ------- | ------- |
| Gruppe A                  | 2       |         |         |         | 2       |         |         |         | 2       |         |
| Gruppe B                  | 2       |         |         |         | 2       |         |         |         | 2       |         |
| Gruppe C                  | 2       |         |         |         | 2       |         |         |         | 2       |         |
| Platzierungsspiele August | Fr. 18. | Sa. 19. | So. 20. | Mo. 21. | Di. 22. | Mi. 23. | Do. 24. | Fr. 25. | Sa. 26. |         |
| Platzierungsspiele        |         |         |         |         | 2       |         |         |         | 2       |         |
| Finalrunde August         | Fr. 18. | Sa. 19. | So. 20. | Mo. 21. | Di. 22. | Mi. 23. | Do. 24. | Fr. 25. | Sa. 26. | Sa. 26. |
| Finalrunde                |         |         |         |         | 2       |         |         |         | 1       | 1       |

| Farblegende        | Farblegende |
| ------------------ | ----------- |
| Gruppenspiele      |             |
| Platzierungsspiele |             |
| Finalrunde         |             |
| Spiel um Platz 3   |             |
| Finale             |             |

### Gruppen
Die Auslosung erfolgte am 9. November 2016 in Belfast.
| Gruppe A                         | Gruppe B                                   | Gruppe C                           |
| -------------------------------- | ------------------------------------------ | ---------------------------------- |
| Hongkong Kanada Neuseeland Wales | England Italien Spanien Vereinigte Staaten | Australien Frankreich Irland Japan |

### Vorrunde
Die achte Frauen-Rugby-Union-Weltmeisterschaft wurde zwischen zwölf Nationalmannschaften ausgespielt. Die zwölf teilnehmenden Mannschaften wurden für die Vorrunde in drei Gruppen zu je vier Mannschaften eingeteilt; jede Mannschaft bestritt ein Spiel gegen jede andere Mannschaft in derselben Gruppe, demzufolge absolvierte jedes Team drei Spiele in der Vorrunde.
Die Punkteverteilung in der Vorrunde erfolgt nach folgendem System:
- 4 Punkte bei einem Sieg
- 2 Punkte bei einem Unentschieden
- 0 Punkte bei einer Niederlage (vor möglichen Bonuspunkten)
- 1 Bonuspunkt für vier oder mehr Versuche, unabhängig vom Endstand
- 1 Bonuspunkt bei einer Niederlage mit sieben oder weniger Spielpunkten Unterschied

Am Ende der Vorrunde wurden die Mannschaften, basierend auf den gesammelten Spielpunkten, vom ersten bis zum vierten Platz eingestuft, wobei die vier besten Mannschaften der Vorrunde die Finalrunde erreichten, während die darauf folgenden vier Mannschaften die Platzierungsspiele um Platz 5 bis 8 bestritten und die vier schlechtplatzierten Mannschaften an den Platzierungsspielen um Platz 9 bis 12 teilnahmen.

### Platzierungsspiele und Finalrunde
In den Phasen der Platzierungsspiele und Finalrunde nahm das Turnier ein K.-o.-System an, die jeweils vier Spiele umfassten: zwei Halbfinals, zwei Platzierungsspiele und das Finale, wobei die Finalrunde aus zwei Halbfinals, dem Spiel um Platz 3 und dem Finale bestand.
Die vier besten Mannschaften der Vorrunde erreichten die Finalrunde. Dabei traf die beste Mannschaft der Vorrunde auf die viertbeste Mannschaft und der Zweite der Vorrunde auf den Dritten. Die nachfolgend fünft- bis achtplatzierten Mannschaften bestritten die Platzierungsspiele um die Plätze 5 bis 8, wobei im Halbfinale die fünftbeste Mannschaft auf die achtbeste traf und der Sechste auf den Siebenten. Die Teams auf den Vorrundenplätzen 9 bis 12 nahmen an den Platzierungsspielen um Platz 9 bis 12 teil, wobei der neunplatzierte auf den Zwölften traf und der zehnte auf den elften.

### Einfluss auf die WM-Qualifikation 2021
Die acht besten Mannschaften des Turnieres qualifizierten sich direkt für die darauf folgende Weltmeisterschaft 2021 in Neuseeland. Diese waren Australien, England, Frankreich, Kanada, Neuseeland, die Vereinigten Staaten und Wales.

## Beteiligte

### Offizielle
Am 30. März 2017 gab der Weltverband die Namen der Offiziellen bekannt. Insgesamt wurden neun Schiedsrichter und fünf Assistenten bestimmt.
| Land                         | Name                 |
| ---------------------------- | -------------------- |
| Hong Kong Rugby Union        | Tim Baker            |
| South African Rugby Union    | Aimee Barrett-Theron |
| Rugby Australia              | Graham Cooper        |
| Rugby Football Union         | Sara Cox             |
| Irish Rugby Football Union   | Sean Gallagher       |
| Rugby Football Union         | Claire Hodnett       |
| Irish Rugby Football Union   | Joy Neville          |
| Federación Española de Rugby | Alhambra Nievas      |
| Rugby Australia              | Amy Perrett          |

| Land                          | Name               |
| ----------------------------- | ------------------ |
| Federazione Italiana Rugby    | Beatrice Benvenuti |
| Rugby Canada                  | Rose Labreche      |
| Fédération française de rugby | Marie Lematte      |
| Irish Rugby Football Union    | Helen O’Reilly     |
| Rugby Football Union          | Ian Tempest        |

## Vorrunde

### Gruppe A
|    | Land       | Spiele | Siege | Unent. | Ndlg. | Spiel- punkte | Diff. | Bonus- punkte | Punkte |
| -- | ---------- | ------ | ----- | ------ | ----- | ------------- | ----- | ------------- | ------ |
| 1. | Neuseeland | 3      | 3     | 0      | 0     | 213:017       | + 196 | 3             | 15     |
| 2. | Kanada     | 3      | 2     | 0      | 1     | 118:048       | + 70  | 1             | 9      |
| 3. | Wales      | 3      | 1     | 0      | 2     | 051:074       | – 23  | 1             | 5      |
| 4. | Hongkong   | 3      | 0     | 0      | 3     | 015:258       | – 243 | 0             | 0      |

| 9. August 2017 | Neuseeland | 44 : 12 | Wales | Billings Park UCD, Dublin |
| 9. August 2017 |            |         |       | Billings Park UCD, Dublin |

| 9. August 2017 | Kanada | 98 : 0 | Hongkong | Billings Park UCD, Dublin |
| 9. August 2017 |        |        |          | Billings Park UCD, Dublin |

| 13. August 2017 | Neuseeland | 121 : 0 | Hongkong | Billings Park UCD, Dublin |
| 13. August 2017 |            |         |          | Billings Park UCD, Dublin |

| 13. August 2017 | Kanada | 15 : 0 | Wales | Billings Park UCD, Dublin |
| 13. August 2017 |        |        |       | Billings Park UCD, Dublin |

| 17. August 2017 | Kanada | 5 : 48 | Neuseeland | Billings Park UCD, Dublin |
| 17. August 2017 |        |        |            | Billings Park UCD, Dublin |

| 17. August 2017 | Wales | 39 : 15 | Hongkong | UCD Bowl, Dublin |
| 17. August 2017 |       |         |          | UCD Bowl, Dublin |

### Gruppe B
|    | Land               | Spiele | Siege | Unent. | Ndlg. | Spiel- punkte | Diff. | Bonus- punkte | Punkte |
| -- | ------------------ | ------ | ----- | ------ | ----- | ------------- | ----- | ------------- | ------ |
| 1. | England            | 3      | 3     | 0      | 0     | 159:044       | + 115 | 3             | 15     |
| 2. | Vereinigte Staaten | 3      | 2     | 0      | 1     | 093:059       | + 34  | 3             | 11     |
| 3. | Spanien            | 3      | 1     | 0      | 2     | 027:107       | – 80  | 0             | 4      |
| 4. | Italien            | 3      | 0     | 0      | 3     | 033:102       | – 69  | 0             | 0      |

| 9. August 2017 | England | 56 : 5 | Spanien | UCD Bowl, Dublin |
| 9. August 2017 |         |        |         | UCD Bowl, Dublin |

| 9. August 2017 | Vereinigte Staaten | 24 : 12 | Italien | UCD Bowl, Dublin |
| 9. August 2017 |                    |         |         | UCD Bowl, Dublin |

| 13. August 2017 | England | 56 : 13 | Italien | Billings Park UCD, Dublin |
| 13. August 2017 |         |         |         | Billings Park UCD, Dublin |

| 13. August 2017 | Vereinigte Staaten | 43 : 0 | Spanien | UCD Bowl, Dublin |
| 13. August 2017 |                    |        |         | UCD Bowl, Dublin |

| 17. August 2017 | England | 47 : 26 | Vereinigte Staaten | Billings Park UCD, Dublin |
| 17. August 2017 |         |         |                    | Billings Park UCD, Dublin |

| 17. August 2017 | Italien | 8 : 22 | Spanien | UCD Bowl, Dublin |
| 17. August 2017 |         |        |         | UCD Bowl, Dublin |

### Gruppe C
|    | Land       | Spiele | Siege | Unent. | Ndlg. | Spiel- punkte | Diff. | Bonus- punkte | Punkte |
| -- | ---------- | ------ | ----- | ------ | ----- | ------------- | ----- | ------------- | ------ |
| 1. | Frankreich | 3      | 3     | 0      | 0     | 141:019       | + 122 | 2             | 14     |
| 2. | Irland     | 3      | 2     | 0      | 1     | 048:052       | – 4   | 0             | 8      |
| 3. | Australien | 3      | 1     | 0      | 2     | 046:082       | – 36  | 2             | 6      |
| 4. | Japan      | 3      | 0     | 0      | 3     | 043:125       | – 82  | 0             | 0      |

| 9. August 2017 | Irland | 19 : 17 | Australien | UCD Bowl, Dublin |
| 9. August 2017 |        |         |            | UCD Bowl, Dublin |

| 9. August 2017 | Frankreich | 72 : 14 | Japan | Billings Park UCD, Dublin |
| 9. August 2017 |            |         |       | Billings Park UCD, Dublin |

| 13. August 2017 | Irland | 24 : 14 | Japan | UCD Bowl, Dublin |
| 13. August 2017 |        |         |       | UCD Bowl, Dublin |

| 13. August 2017 | Frankreich | 48 : 0 | Australien | UCD Bowl, Dublin |
| 13. August 2017 |            |        |            | UCD Bowl, Dublin |

| 17. August 2017 | Australien | 29 : 15 | Japan | Billings Park UCD, Dublin |
| 17. August 2017 |            |         |       | Billings Park UCD, Dublin |

| 17. August 2017 | Frankreich | 21 : 5 | Irland | UCD Bowl, Dublin |
| 17. August 2017 |            |        |        | UCD Bowl, Dublin |

## Platzierungsspiele

### Um Platz 9 bis 12
|  | Halbfinale          | Halbfinale      |                 |    | Finale          | Finale          |
|  |                     |                 |                 |    |                 |                 |
|  | Italien             | 22              |                 |    |                 |                 |
|  | Japan               | 0               |                 |    |                 |                 |
|  | 22. August 2017     |                 |                 |    |                 |                 |
|  |                     |                 | 26. August 2017 |    |                 |                 |
|  | Italien             | 20              |                 |    |                 |                 |
|  |                     | Spanien         | 15              |    |                 |                 |
|  |                     |                 |                 |    |                 |                 |
|  | Spiel um Platz drei |                 |                 |    |                 |                 |
|  | 22. August 2017     | 22. August 2017 | Japan           | 44 |                 |                 |
|  | Spanien             | 31              | Hongkong        | 5  |                 |                 |
|  | Hongkong            | 7               |                 |    | 26. August 2017 | 26. August 2017 |

#### Halbfinale
| 22. August 2017 | Italien | 22 : 0 | Japan | Queen’s University, Belfast |
| 22. August 2017 |         |        |       | Queen’s University, Belfast |

| 22. August 2017 | Spanien | 31 : 7 | Hongkong | Queen’s University, Belfast |
| 22. August 2017 |         |        |          | Queen’s University, Belfast |

#### Spiel um Platz 11
| 26. August 2017 | Japan | 44 : 5 | Hongkong | Queen’s University, Belfast |
| 26. August 2017 |       |        |          | Queen’s University, Belfast |

#### Spiel um Platz 9
| 26. August 2017 | Italien | 20 : 15 | Spanien | Queen’s University, Belfast |
| 26. August 2017 |         |         |         | Queen’s University, Belfast |

### Um Platz 5 bis 8
|  | Halbfinale          | Halbfinale      |                 |    | Finale          | Finale          |
|  |                     |                 |                 |    |                 |                 |
|  | Irland              | 24              |                 |    |                 |                 |
|  | Australien          | 36              |                 |    |                 |                 |
|  | 22. August 2017     |                 |                 |    |                 |                 |
|  |                     |                 | 26. August 2017 |    |                 |                 |
|  | Australien          | 12              |                 |    |                 |                 |
|  |                     | Kanada          | 43              |    |                 |                 |
|  |                     |                 |                 |    |                 |                 |
|  | Spiel um Platz drei |                 |                 |    |                 |                 |
|  | 22. August 2017     | 22. August 2017 | Irland          | 17 |                 |                 |
|  | Kanada              | 52              | Wales           | 27 |                 |                 |
|  | Wales               | 0               |                 |    | 26. August 2017 | 26. August 2017 |

#### Halbfinale
| 22. August 2017 | Irland | 24 : 36 | Australien | Kingspan Stadium, Belfast |
| 22. August 2017 |        |         |            | Kingspan Stadium, Belfast |

| 22. August 2017 | Kanada | 52 : 0 | Wales | Queen’s University, Belfast |
| 22. August 2017 |        |        |       | Queen’s University, Belfast |

#### Spiel um Platz 7
| 26. August 2017 | Irland | 17 : 27 | Wales | Kingspan Stadium, Belfast |
| 26. August 2017 |        |         |       | Kingspan Stadium, Belfast |

#### Spiel um Platz 5
| 26. August 2017 | Australien | 12 : 43 | Kanada | Queen’s University, Belfast |
| 26. August 2017 |            |         |        | Queen’s University, Belfast |

## Finalrunde

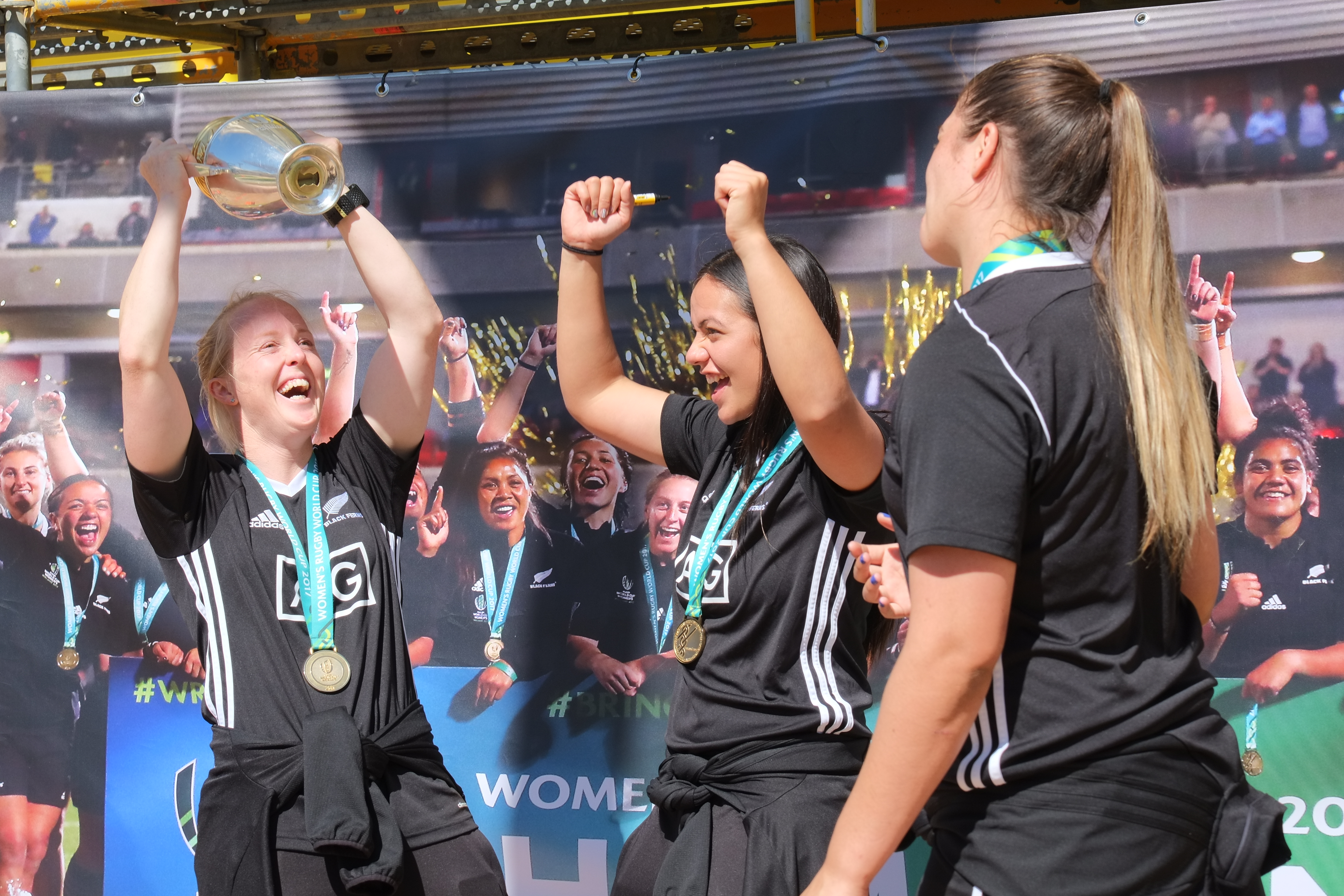
Die Black Ferns nach dem Gewinn der WM 2017

|  | Halbfinale          | Halbfinale      |                    |    | Finale          | Finale          |
|  |                     |                 |                    |    |                 |                 |
|  | Neuseeland          | 45              |                    |    |                 |                 |
|  | Vereinigte Staaten  | 12              |                    |    |                 |                 |
|  | 22. August 2017     |                 |                    |    |                 |                 |
|  |                     |                 | 26. August 2017    |    |                 |                 |
|  | Neuseeland          | 41              |                    |    |                 |                 |
|  |                     | England         | 32                 |    |                 |                 |
|  |                     |                 |                    |    |                 |                 |
|  | Spiel um Platz drei |                 |                    |    |                 |                 |
|  | 22. August 2017     | 22. August 2017 | Frankreich         | 31 |                 |                 |
|  | England             | 20              | Vereinigte Staaten | 23 |                 |                 |
|  | Frankreich          | 3               |                    |    | 26. August 2017 | 26. August 2017 |

### Halbfinale
| 22. August 2017 | Neuseeland | 45 : 12 | Vereinigte Staaten | Kingspan Stadium, Belfast |
| 22. August 2017 |            |         |                    | Kingspan Stadium, Belfast |

| 22. August 2017 | England | 20 : 3 | Frankreich | Kingspan Stadium, Belfast |
| 22. August 2017 |         |        |            | Kingspan Stadium, Belfast |

### Spiel um Platz 3
| 26. August 2017 | Frankreich | 31 : 23 | Vereinigte Staaten | Kingspan Stadium, Belfast |
| 26. August 2017 |            |         |                    | Kingspan Stadium, Belfast |

### Finale
| 26. August 2017 | England | 32 : 41 | Neuseeland | Kingspan Stadium, Belfast |
| 26. August 2017 |         |         |            | Kingspan Stadium, Belfast |

Neuseeland
(Fünfter Titel)

## Statistiken

### Mannschaften
Die Tabelle führt die zwölf teilnehmenden Mannschaften nach ihrem Abschneiden bei der Frauen-Rugby-Union-Weltmeisterschaft 2017 auf.

Ergebnis der Frauen-Rugby-Union-Weltmeisterschaft 2017:

| Mannschaft         | Spiele | Siege | Unent- schieden | Nieder- lagen | Versuche | Punkte |
| ------------------ | ------ | ----- | --------------- | ------------- | -------- | ------ |
| Neuseeland         | 5      | 5     | 0               | 0             | 49       | 299    |
| England            | 5      | 4     | 0               | 1             | 33       | 211    |
| Frankreich         | 5      | 4     | 0               | 1             | 28       | 175    |
| Vereinigte Staaten | 5      | 2     | 0               | 3             | 19       | 128    |
| Kanada             | 5      | 4     | 0               | 1             | 34       | 213    |
| Australien         | 5      | 2     | 0               | 3             | 15       | 94     |
| Wales              | 5      | 2     | 0               | 3             | 13       | 78     |
| Irland             | 5      | 2     | 0               | 3             | 14       | 89     |
| Italien            | 5      | 2     | 0               | 3             | 12       | 75     |
| Spanien            | 5      | 2     | 0               | 3             | 11       | 73     |
| Japan              | 5      | 1     | 0               | 4             | 15       | 87     |
| Hongkong           | 5      | 0     | 0               | 5             | 4        | 27     |

### Punkte und Versuche
|    | Name               | Punkte |
| -- | ------------------ | ------ |
| 1. | Portia Woodman     | 65     |
| 2. | Kendra Cocksedge   | 62     |
| 3. | Emily Scarratt     | 56     |
| 4. | Emily Scarratt     | 51     |
| 5. | Alev Kelter        | 32     |
| 6. | Elissa Alarie      | 30     |
| 6. | Selica Winiata     | 30     |
| 8. | Caroline Ladagnous | 25     |
| 8. | Michela Sillari    | 25     |
| 8. | Montserrat Amédée  | 25     |
| 8. | Lydia Thompson     | 25     |

|    | Name               | Versuche |
| -- | ------------------ | -------- |
| 1. | Portia Woodman     | 13       |
| 2. | Magali Harvey      | 6        |
| 2. | Elissa Alarie      | 6        |
| 2. | Selica Winiata     | 6        |
| 5. | Caroline Ladagnous | 5        |
| 5. | Lydia Thompson     | 5        |
| 7. | Kay Wilson         | 4        |
| 7. | Emily Scarratt     | 4        |
| 7. | Kris Thomas        | 4        |
| 7. | Romane Ménager     | 4        |
| 7. | Kelly Russell      | 4        |
| 7. | Paula Fitzpatrick  | 4        |
| 7. | Sioned Harries     | 4        |